# Gouvernement Vranitzky III
 (août 2023).
Si vous disposez d'ouvrages ou d'articles de référence ou si vous connaissez des sites web de qualité traitant du thème abordé ici, merci de compléter l'article en donnant les références utiles à sa vérifiabilité et en les liant à la section « Notes et références ».
IIe République d'Autriche
Vranitzky II Vranitzky IV
Le gouvernement Vranitzky III (en allemand : Bundesregierung Vranitzky III) est le gouvernement fédéral autrichien entre le 17 décembre 1990 et le 11 octobre 1994, durant la dix-huitième législature du Conseil national.

## Majorité et historique
Dirigé par le chancelier fédéral social-démocrate sortant Franz Vranitzky, ce gouvernement est constitué et soutenu par une « grande coalition » entre le Parti socialiste d'Autriche (SPÖ) et le Parti populaire autrichien (ÖVP), qui disposent ensemble de 140 députés sur 183, soit 76,5 % des sièges au Conseil national.
Il a été formé à la suite des élections législatives du 7 octobre 1990 et succède au gouvernement Vranitzky II, soutenu par une alliance identique. Bien que l'ÖVP ait reculé de neuf points et perdu 17 de ses 77 députés, la grande coalition reste nettement majoritaire et aucune alternative offrant un gouvernement stable n'est alors envisageable, ce qui amène à sa reconduction.
Au terme de la législature, des élections législatives sont organisées le 9 octobre 1994. Malgré le fait que le SPÖ, devenu « Parti social-démocrate d'Autriche » en 1991, subisse un recul de plus de sept points et l'ÖVP de plus de quatre points, les deux formations conservent une majorité claire, ce qui permet la reconduction de l'alliance au pouvoir avec le gouvernement Vranitzky IV.

## Composition

### Initiale (17 décembre 1990)
- Par rapport au gouvernement Vranitzky II, les nouveaux ministres sont indiqués en gras, ceux ayant changé d'attributions en italique.

| Fonction                                                                        | Titulaire | Titulaire         | Parti |
| ------------------------------------------------------------------------------- | --------- | ----------------- | ----- |
| Chancelier fédéral                                                              |           | Franz Vranitzky   | SPÖ   |
| Vice-chancelier Ministre fédéral du Fédéralisme et des Réformes administratives |           | Josef Riegler     | ÖVP   |
| Ministre fédéral des Affaires étrangères                                        |           | Alois Mock        | ÖVP   |
| Ministre fédéral des Affaires économiques                                       |           | Wolfgang Schüssel | ÖVP   |
| Ministre fédéral du Travail et des Affaires sociales                            |           | Josef Hesoun      | SPÖ   |
| Ministre fédéral des Finances                                                   |           | Ferdinand Lacina  | SPÖ   |
| Ministre fédéral de la Santé, des Sports et de la Protection des consommateurs  |           | Harald Ettl       | SPÖ   |
| Ministre fédéral de l'Intérieur                                                 |           | Franz Löschnak    | SPÖ   |
| Ministre fédéral de la Justice                                                  |           | Nikolaus Michalek | Sans  |
| Ministre fédéral de la Défense nationale                                        |           | Werner Fasslaben  | ÖVP   |
| Ministre fédéral de l'Agriculture et des Forêts                                 |           | Franz Fischler    | ÖVP   |
| Ministre fédéral de l'Environnement, de la Jeunesse et de la Famille            |           | Marilies Flemming | ÖVP   |
| Ministre fédéral de l'Enseignement et des Arts                                  |           | Rudolf Scholten   | SPÖ   |
| Ministre fédéral de l'Économie publique et des Transports                       |           | Rudolf Streicher  | SPÖ   |
| Ministre fédéral de la Science et de la Recherche                               |           | Erhard Busek      | ÖVP   |
| Ministre fédéral des Affaires féminines                                         |           | Johanna Dohnal    | SPÖ   |

### Remaniement du 2 juillet 1991
- Les nouveaux ministres sont indiqués en gras, ceux ayant changé d'attributions en italique.

| Fonction                                                                       | Titulaire | Titulaire                                                              | Parti |
| ------------------------------------------------------------------------------ | --------- | ---------------------------------------------------------------------- | ----- |
| Chancelier fédéral                                                             |           | Franz Vranitzky                                                        | SPÖ   |
| Vice-chancelier Ministre fédéral de la Science et de la Recherche              |           | Erhard Busek                                                           | ÖVP   |
| Ministre fédéral des Affaires étrangères                                       |           | Alois Mock                                                             | ÖVP   |
| Ministre fédéral des Affaires économiques                                      |           | Wolfgang Schüssel                                                      | ÖVP   |
| Ministre fédéral du Travail et des Affaires sociales                           |           | Josef Hesoun                                                           | SPÖ   |
| Ministre fédéral des Finances                                                  |           | Ferdinand Lacina                                                       | SPÖ   |
| Ministre fédéral de la Santé, des Sports et de la Protection des consommateurs |           | Harald Ettl                                                            | SPÖ   |
| Ministre fédéral de l'Intérieur                                                |           | Franz Löschnak                                                         | SPÖ   |
| Ministre fédéral de la Justice                                                 |           | Nikolaus Michalek                                                      | Sans  |
| Ministre fédéral de la Défense nationale                                       |           | Werner Fasslaben                                                       | ÖVP   |
| Ministre fédéral de l'Agriculture et des Forêts                                |           | Franz Fischler                                                         | ÖVP   |
| Ministre fédéral de l'Environnement, de la Jeunesse et de la Famille           |           | Marilies Flemming (jusqu'au 05/03/1991) Ruth Feldgrill-Zankel          | ÖVP   |
| Ministre fédéral de l'Économie publique et des Transports                      |           | Rudolf Streicher                                                       | SPÖ   |
| Ministre fédéral de l'Enseignement et des Arts                                 |           | Rudolf Scholten                                                        | SPÖ   |
| Ministre fédéral du Fédéralisme et des Réformes administratives                |           | Josef Riegler (jusqu'au 22/10/1991) Jürgen Weiss (jusqu'au 07/11/1991) | ÖVP   |
| Ministre fédéral des Affaires féminines                                        |           | Johanna Dohnal                                                         | SPÖ   |

### Remaniement du 3 avril 1992
- Les nouveaux ministres sont indiqués en gras, ceux ayant changé d'attributions en italique.

| Fonction                                                                       | Titulaire | Titulaire                                                      | Parti |
| ------------------------------------------------------------------------------ | --------- | -------------------------------------------------------------- | ----- |
| Chancelier fédéral                                                             |           | Franz Vranitzky                                                | SPÖ   |
| Vice-chancelier Ministre fédéral de la Science et de la Recherche              |           | Erhard Busek                                                   | ÖVP   |
| Ministre fédéral des Affaires étrangères                                       |           | Alois Mock                                                     | ÖVP   |
| Ministre fédéral des Affaires économiques                                      |           | Wolfgang Schüssel                                              | ÖVP   |
| Ministre fédéral du Travail et des Affaires sociales                           |           | Josef Hesoun                                                   | SPÖ   |
| Ministre fédéral des Finances                                                  |           | Ferdinand Lacina                                               | SPÖ   |
| Ministre fédéral de la Santé, des Sports et de la Protection des consommateurs |           | Michael Ausserwinkler (jusqu'au 17/03/1991) Christa Krammer    | SPÖ   |
| Ministre fédéral de l'Intérieur                                                |           | Franz Löschnak                                                 | SPÖ   |
| Ministre fédéral de la Justice                                                 |           | Nikolaus Michalek                                              | Sans  |
| Ministre fédéral de la Défense nationale                                       |           | Werner Fasslaben                                               | ÖVP   |
| Ministre fédéral de l'Agriculture et des Forêts                                |           | Franz Fischler                                                 | ÖVP   |
| Ministre fédéral de l'Environnement, de la Jeunesse et de la Famille           |           | Ruth Feldgrill-Zankel (jusqu'au 25/11/1992) Maria Rauch-Kallat | ÖVP   |
| Ministre fédéral de l'Enseignement et des Arts                                 |           | Rudolf Scholten                                                | SPÖ   |
| Ministre fédéral de l'Économie publique et des Transports                      |           | Viktor Klima                                                   | SPÖ   |
| Ministre fédéral des Affaires féminines                                        |           | Johanna Dohnal                                                 | SPÖ   |